# گلسالبو
گولوسالبو Golosalvo دهستانی در استان آلباسته اسپانیا است.
در این دهستان ۱۱۰ نفر زندگی می‌کنند. مساحت این دهستان ۲۷٫۹۹ کیلومتر مربع است.